# Újgrác
Újgrác (horvátul: Novi Gradac) falu Horvátországban Verőce-Drávamente megyében. Közigazgatásilag Gradinához tartozik.

## Fekvése
Verőce központjától légvonalban 16, közúton 22 km-re északkeletre,  községközpontjától 8 km-re északra, Nyugat-Szlavóniában, a Drávamenti-síkságon, a Dráva jobb partja közelében fekszik.

## Története
A település a 19. század első felében keletkezett Rušanitól északra a Japatovac nevű fás ligetes határrészen a Dráva jobb partján és Gradasica nevű holtága mellett a Jankovich család birtokán. Később a folyó szabályozása után házai távolabb kerültek a folyótól, melynek régi medréből ugyancsak holtág lett. Lakói a Jankovich család hívására főként a magyarországi Somogy, Tolna és Baranya megyékből települtek ide, főként az olcsó földek és a könnyebb megélhetés reményében.
A településnek 1857-ben 240, 1910-ben 488 lakosa volt. 1910-ben a népszámlálás adatai szerint lakosságának 94%-a magyar anyanyelvű volt. Az I. világháború után 1918-ban az új szerb-horvát-szlovén állam, majd később (1929-ben) Jugoszlávia része lett. 1991-ben 258 főnyi lakosságának 68%-a horvát, 18%-a magyar, 7%-a szerb nemzetiségű volt. 2011-ben falunak 167 lakosa volt.

## Lakossága
| Lakosság változása | Lakosság változása | Lakosság változása | Lakosság változása | Lakosság változása | Lakosság változása | Lakosság változása | Lakosság változása | Lakosság változása | Lakosság változása | Lakosság változása | Lakosság változása | Lakosság változása | Lakosság változása | Lakosság változása | Lakosság változása |
| ------------------ | ------------------ | ------------------ | ------------------ | ------------------ | ------------------ | ------------------ | ------------------ | ------------------ | ------------------ | ------------------ | ------------------ | ------------------ | ------------------ | ------------------ | ------------------ |
| 1857               | 1869               | 1880               | 1890               | 1900               | 1910               | 1921               | 1931               | 1948               | 1953               | 1961               | 1971               | 1981               | 1991               | 2001               | 2011               |
| 240                | 542                | 564                | 537                | 471                | 488                | 466                | 597                | 596                | 531                | 501                | 456                | 323                | 258                | 196                | 167                |

## Nevezetességei
A Szentháromság tiszteletére szentelt római katolikus kápolnája 1931-ben épült. 1965-ben és 1985-ben teljesen megújították. 1995-ben a külső felújítással egyidejűleg új tornyot építettek hozzá és rézlemezzel borították. 2001-ben a Horvátországi Magyarok Demokratikus Közössége újgráci és budakóci szervezete támogatásával újították fel.

## Oktatás
Első iskoláját még gróf Jankovich László építtette a saját birtokán és költségén. Ma a településen a gradinai elemi iskola alsó tagozatos területi iskolája működik.

## Egyesületek
A Horvátországi Magyarok Demokratikus Közössége Verőce-Drávamenti megyei alapszervezete aktív tevékenységet folytat.